# Васконы

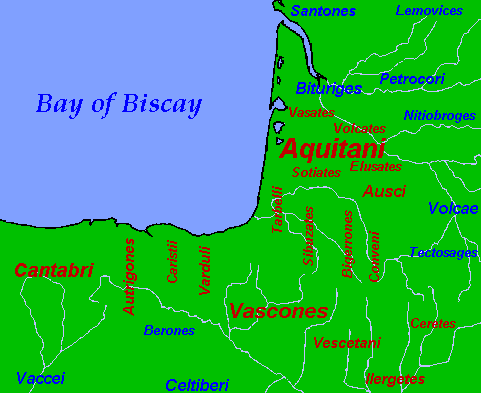
Древнейшее население побережья Бискайского залива. Синим цветом обозначены индоевропейские народы, красным — предположительно доиндоевропейские. Крупнейшими племенами были аквитаны, васконы и кантабры

Васконы (лат. Vascones, ед.ч. Vasco) — древний народ, который ко времени римского нашествия населял регион нынешних испанских провинций Наварра, Ла-Риоха и северо-запад Арагона. Васконы являются предками современных басков, которые унаследовали их название.

## Римский период
В отличие от аквитанов и кантабров, васконам удалось путём переговоров добиться для себя определённого статуса в Римской империи. Во время войны против Квинта Сертория Помпей основал свою штаб-квартиру на территории васконов, где на её месте возник город Помпело, позднее Памплона. В окрестностях Памплоны романизация была сильной, однако в горах она затронула лишь территорию близ шахт.
В 4-5 в. на васконской территории неоднократно вспыхивали восстания.

## Раннее Средневековье
В 407 г. васконские войска по приказу римских военачальников Дидима и Вериниана отбили наступление вандалов, аланов и свевов. В 409 г. германцы и сарматы беспрепятственно прошли по их землям в Испанию. В качестве ответной меры римляне отдали Галльскую Аквитанию и Тарраконскую Испанию визиготам в уплату за их союзническую деятельность. Визиготам вскоре удалось вытеснить вандалов в Африку.
Васконам удалось основать автономное герцогство под властью Меровингов; где проходила южная граница герцогства, историкам неясно. Позднее герцогство превратилось в провинцию Гасконь. После вторжения арабов и отвоевания территории Карлом Мартеллом территория Васконии к югу от Пиренеев была включена в состав Памплонского герцогства. Когда Карл Великий снёс стены города, потерпев неудачу при штурме Сарагосы, в отместку васконы разгромили его арьергард в битве в Ронсевальском ущелье. Позднее здесь было основано Королевство Наварра.